# Yūsuke Ōmi
Yūsuke Ōmi (jap. 近江友介 Ōmi Yūsuke; ur. 26 grudnia 1946) – japoński piłkarz, reprezentant kraju.

## Kariera klubowa
Od 1970 do 1974 roku występował w klubie Hitachi.

## Kariera reprezentacyjna
W reprezentacji Japonii zadebiutował w 1970. W sumie w reprezentacji wystąpił w 5 spotkaniach.

## Statystyki
| Reprezentacja Japonii | Reprezentacja Japonii | Reprezentacja Japonii |
| Rok                   | Mecze                 | Gole                  |
| --------------------- | --------------------- | --------------------- |
| 1970                  | 5                     | 1                     |
| Razem                 | 5                     | 1                     |